# Mario Costa (calciatore)
Mario Costa (13 maggio 1902 – ...) è stato un calciatore italiano, di ruolo attaccante.

## Carriera
Debutta in massima serie con il Napoli nella stagione 1927-1928, disputando 16 gare e segnando un gol.